# 9576 van der Weyden
9576 van der Weyden eller 1989 CX2 är en asteroid i huvudbältet som upptäcktes den 4 februari 1989 av den belgiske astronomen Eric W. Elst vid La Silla-observatoriet. Den är uppkallad efter målaren Rogier van der Weyden.
Asteroiden har en diameter på ungefär 9 kilometer och den tillhör asteroidgruppen Eos.